# Sophie Ward

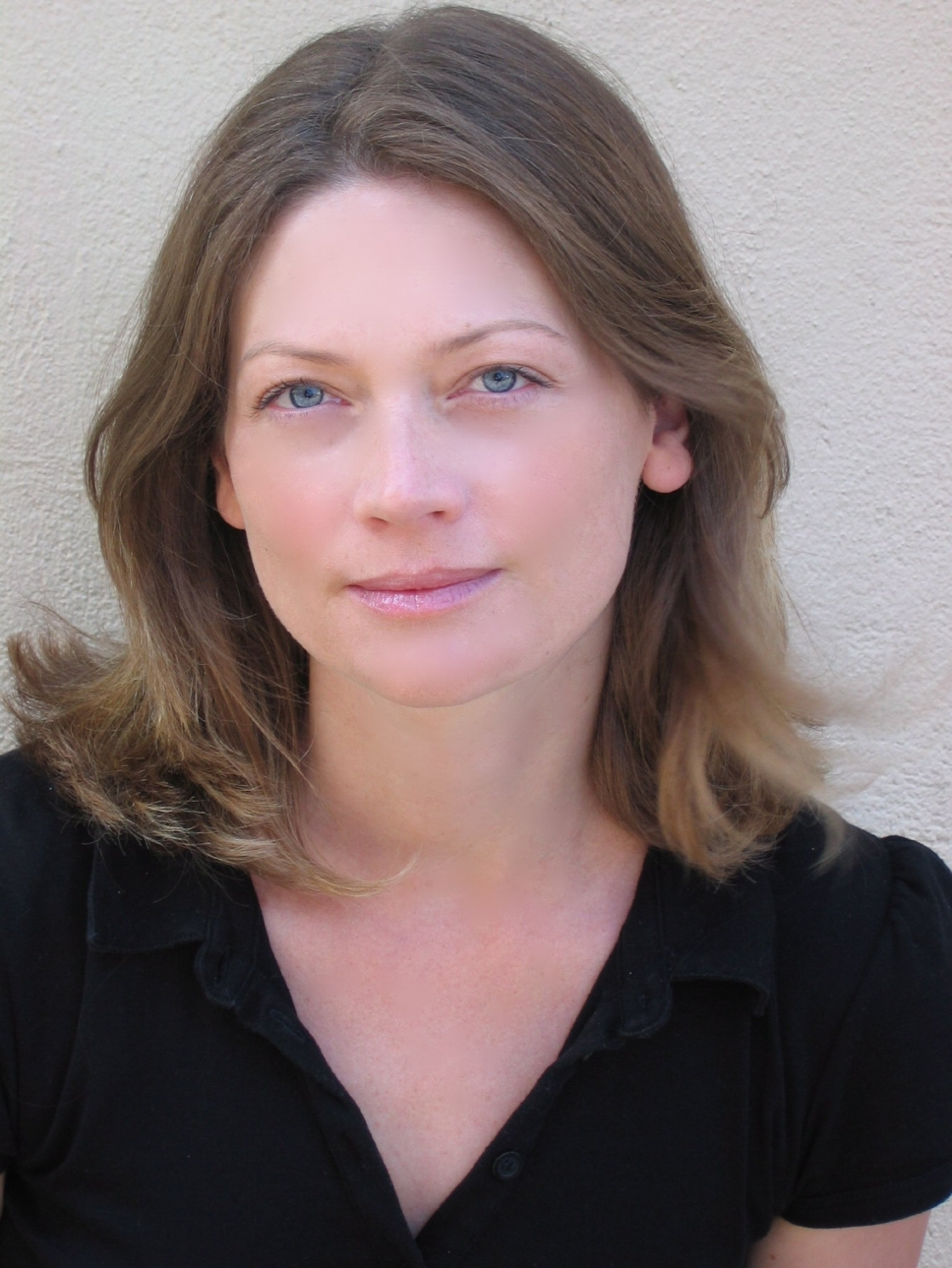
Sophie Ward

Sophie Ward (* 30. Dezember 1964 in London als Sophia Ward) ist eine britische Schauspielerin.

## Leben und Leistungen
Sophie Ward ist eine Tochter des Schauspielers Simon Ward. Sie debütierte im Jahr 1975 in der Fernsehserie Shadows. Ihre erste Rolle in einem Kinofilm spielte sie in The Copter Kids (1976). In der Oscar-prämierten Komödie A Shocking Accident (1982) spielte sie an der Seite von Rupert Everett. Im Film The Monk (1990) übernahm sie eine der Hauptrollen. Im Filmdrama Stürmische Leidenschaft (1992) spielte sie neben Juliette Binoche und Ralph Fiennes. Im Filmdrama Eine unerhörte Affäre (1994) übernahm sie neben Kerry Fox eine der Hauptrollen. Im Drama Bela Donna (1998) trat sie an der Seite von Natasha Henstridge auf. Im Drama Crime and Punishment (2002) spielte sie die Rolle von Dunia, der Schwester von Rodion Raskolnikov, den Crispin Glover spielte.
Ward trat ebenfalls mehrmals im Citizens’ Theatre in Glasgow auf.
Ward war in den Jahren 1988 bis 1996 mit Paul Hobson verheiratet. Grund der Trennung war die koreanisch-US-amerikanische Autorin Rena Brennan, die Sophie Ward während eines Aufenthalts bei Freunden in Los Angeles kennengelernt hatte. Im Jahr 2000 gaben sich die beiden in einer (inoffiziellen) Zeremonie das Ja-Wort. Seit Dezember 2014 sind sie offiziell verheiratet. Sie hat zwei Söhne, Nathaniel (* 1989) und Joshua (* 1993) und einen Stiefsohn Corran (* 1983).

## Filmografie (Auswahl)
- 1976: The Copter Kids
- 1977: Julias unheimliche Wiederkehr (Full Circle)
- 1982: A Shocking Accident (Kurzfilm)
- 1983: Verflucht sei, was stark macht (The Lords of Discipline)
- 1983: Begierde (The Hunger)
- 1985: Das Geheimnis des verborgenen Tempels (Young Sherlock Holmes)
- 1985: Oz – Eine fantastische Welt (Return to Oz)
- 1987: Casanova
- 1987: Aria
- 1988: Klein Dorrit (Little Dorrit)
- 1988: Ein schicksalhafter Sommer (A Summer Story)
- 1988: Il giovane Toscanini
- 1989: Karibische Affäre (A Caribbean Mystery)
- 1989: Rosamunde Pilcher: Die Muschelsucher (The Shell Seekers)
- 1990: The Monk
- 1991: Der Mann nebenan
- 1991: Die Strauß-Dynastie (The Strauss Dynasty)
- 1992: Spaceshift (Waxwork II: Lost in Time)
- 1992: Stürmische Leidenschaft (Wuthering Heights)
- 1994: Eine unerhörte Affäre (A Village Affair)
- 1994: MacGyver – Jagd nach dem Schatz von Atlantis (MacGyver: Lost Treasure of Atlantis, Fernsehfilm)
- 1996: The Big Fall
- 1998: Bela Donna
- 1998–1999: Die Nanny (The Nanny, Fernsehserie, 3 Folgen)
- 2002: Crime and Punishment
- 2002: Inspector Lynley (The Inspector Lynley Mysteries, Fernsehserie, Folge 1x04 For the Sake of Elena)
- 2002–2003: Dinotopia (Fernsehserie, 13 Folgen)
- 2004: Out of Bounds
- 2004–2006: Heartbeat (Fernsehserie, 40 Folgen)
- 2008: Clive Barkers Book of Blood (Book of Blood)
- 2009–2011: Land Girls (Fernsehserie, 14 Folgen)
- 2010: Lewis – Der Oxford Krimi (Lewis, Fernsehserie, Folge 4x02 Unter dem Stern des Todes)
- 2010: New Tricks – Die Krimispezialisten (New Tricks, Fernsehserie, Folge 7x08 Coming Out Ball)
- 2011: Jane Eyre
- 2012: Hustle – Unehrlich währt am längsten (Hustle, Fernsehserie, Folge 8x03 Curiosity Caught the Kat)
- 2012: Secret State (Miniserie Folge 1x01)
- 2012: Casualty (Fernsehserie, Folge 26x21, The One You Love)
- 2014: Doctors (Fernsehserie, Folge 16x136 Lust for Life)
- 2016: The Moonstone (Miniserie, 3 Folgen)
- 2020: Picture Perfect Royal Christmas
- 2021: A Very British Scandal (Fernsehserie, 2 Folgen)
- 2022: Agatha Raisin (Folge 4x03 A Spoonful of Poison)
- 2022: Strike (Fernsehserie, 4 Folgen)